# Acacia obliquinervia
Acacia obliquinervia — вид квіткових рослин з родини бобових. Ареал: Австралія (Новий Південний Уельс, Вікторія, Столична територія Австралії).

## Середовище
Поширений у гірських лісах і рідколіссях на висоті від 500 до 1700 метрів.

## Біоморфологічна характеристика
Це прямовисний або розлогий кущ або дерево заввишки 1–15 метрів. Кора темно-коричневого кольору з глибокими тріщинами, з кутовими або сплощеними та голими гілками, які часто вкриті дрібним білим порошкоподібним нальотом. Голі вічнозелені філодії мають форму від оберненояйцеподібної до вузько обратноланцетної, іноді вузькоеліптичної, у довжину від 5 до 17 см і вшир від 9 до 55 мм з помітною середньою жилкою. Цвіте між серпнем і груднем, утворюючи прості суцвіття, які знаходяться в кластерах від 3 до 16 у китицях уздовж зигзагоподібної осі від 1 до 10 см із сферичними квітковими головами з діаметром від 5 до 8 мм, які містять від 20 до 35 яскраво-жовтих квіток. Стручки мають довгасту форму завдовжки від 4 до 15 см і вшир від 12 до 25 мм і можуть бути вкриті дрібним білим порошкоподібним нальотом. Насіння від тьмяного до злегка блискучого чорного кольору має довгасто-еліптичну або яйцювату форму довжиною 5–6 мм.

## Використання
Цей вид комерційно доступний для вирощування, але рідко.